# 大分県立大分第二高等学校
大分県立大分第二高等学校（おおいたけんりつおおいただいにこうとうがっこう）は大分県立大分商業高等学校と大分県立大分工業高等学校が、1948年度から1950年度にかけて統合されていた期間の校名。1951年度に両校は分離した。